# Marie Kovalová
Marie Kovalová (4. srpna 1911 Olešná u Přibyslavi – 4. srpna 1999 Mukařov) byla osoba pronásledovaná a vězněná komunistickým režimem v 50. letech 20. století, katolická aktivistka a pořadatelka podzemních duchovních seminářů v období normalizace.

## Mládí
Pocházela z rolnického rodu. Její rodiče Jan a Kateřina Vlčkovi vlastnili větší statek na Českomoravské vysočině. Od dětství byla vychovávána v katolické víře, kterou zdělila, podle záznamů v matrikách, po více než třistaleté rodové tradici. V šesti letech jí měla být v důsledku komplikací po úrazu kosou amputována noha pod kolenem, ale nakonec se jí zranění zhojilo (což vnímala jako zázrak).
V průběhu I. světové války byl její otec na ruské frontě. Zde byl zasažen střepinou granátu v blízkosti míchy. Z války se sice vrátil, ale v důsledku zranění v roce 1922 zemřel. Před smrtí však rodině stačil vylíčit hrůzy bolševické revoluce, jíž byl během války svědkem. Vyprávěl například, jak lůza ve znamení revoluce přibíjela na vrata statku celou rodinu kulaka, včetně novorozence. Varoval tak celou rodinu i okolí před bolševickou revolucí. Po smrti Jana Vlčka se její matka znovu provdala, avšak nový hospodář otčím Langpaul se projevoval k rodině hrubě a násilnicky. Přesto se z tohoto druhého manželství narodila dcera Božena, sestra Marie Kovalové. Pro nemoc a psychické vyčerpání matky se o toto dítě musela postarat sestra Marie. K rozuzlení této tíživé situace došlo až v roce 1963, kdy hospodář Langpaul těžce a dlouho umíral, a nechal vzkázat pro paní Kovalovou, že bez jejího odpuštění nemůže zemřít. Krátce poté, kdy k jeho lůžku přijela a odpustila mu, Langpaul zemřel.

## Založení rodiny
Dne 29. srpna 1936 se provdala za čerstvého absolventa právnické fakulty Josefa Kovala, praktikujícího katolíka. Během nacistické okupace byl JUDr. Koval zatčen gestapem. Jako soudce totiž osvobodil evangelické faráře. Ze tří set zatčených v této kauze se JUDr. Koval vrátil domů jako jeden z mála, ostatní zahynuli většinou v Terezíně. Podle umístěnky se po válce Kovalovi stěhovali na různá místa v republice, až nakonec v roce 1946 zakotvili v Litoměřicích. Mezitím se jim narodili dva synové, Vladimír a Miroslav.
Protože matka paní Kovalové (Vlčková) již nemohla snášet násilí od svého druhého manžela a její zdravotní stav se zhoršil, vzala si ji paní Kovalová k sobě a starala se o ni až do její smrti 28. března 1950. To již byla intenzivně činná v hnutí apoštolátu laiků „Katolická akce“, kde měla na starost péči o kněžský dorost a o finančně-hospodářské záležitosti semináře. Organizovala přednášky a zájezdy na poutní místa. V litoměřickém dominikánském kostele sv. Jakuba byla s řádovým jménem Terezie Dominica přijata do třetího řádu sv. Dominika knězem Prokopem Švachem OP, který s dalšími dominikánskými kněžími Metodějem Habáněm a Vítem Benešem pomáhali litoměřickému biskupovi Weberovi při obnově kněžského semináře. Po smrti biskupa Webera začala úzce spolupracovat s novým biskupem Štěpánem Trochtou. Oba biskupové měli osudově leccos společného. Protože byla u veřejnosti oblíbená, začali ji komunisté bedlivě sledovat a připravovali její pozdější zatčení.

## Odsouzení, uvěznění a odebrání dětí
Po nástupu komunistické totality k moci vstoupily v roce 1949 v platnost nové zákony, které umožnily prostřednictvím církevních tajemníků převzít pravomoc církevních ordinářů. Litoměřický biskup Trochta byl státní mocí donucen jmenovat litoměřickým generálním vikářem Eduarda Olivu, kolaboranta s režimem, agenta StB s krycím jménem „Rytíř“. Protože paní Kovalová úzce spolupracovala s Trochtou v oblasti pastorace, nebylo žádným překvapením, že byla 25. srpna 1952 zatčena a rozsudkem Krajského soudu v Praze ze dne 20. března 1953 odsouzena „za velezradu a vyzvědačství“ na 14 let odnětí svobody, k propadnutí veškerého majetku a dalším vedlejším trestům. Dne 16. ledna 1953 byl úředně zatčen a odsouzen i biskup Trochta se stejným rozsudkem, ale na dobu vězení v trvání 25 let. Ani její manžel JUDr. Josef Koval nezůstal ušetřen. U soudu 21. března 1953, kam byl původně předvolán pouze jako svědek, byl i on zatčen a odsouzen na 7 let vězení. Důvodem bylo, že své ženě pomáhal, a tak je nepochybně vinen také.
K největší osobní tragédii manželů Kovalových patřilo to, že jim stát odebral děti a umístil je do dětského domova. Dětem pak bylo řečeno, že se jich rodiče zřekli, že jejich rodiče jsou horší než vrazi, protože zradili lidově demokratické zřízení. Manželům Kovalovým bylo nabídnuto, že k tomu, aby děti získali zpět, stačí podepsat spolupráci s StB. Paní Kovalová k tomu později říkala: „Vím, že kdybych to podepsala, stejně by mne nepustili, a navíc bych zradila Boha i sebe.“
V době uvěznění manželů Kovalových bylo dětem Vladimírovi dvanáct a Miroslavovi sedm let. Přesto však určitý styk s rodiči oba synové měli, a to zásluhou nevlastní sestry Marie Kovalové Boženy Janáčkové († 2002), ke které jezdili o prázdninách, a která je také brala za rodiči na návštěvy do věznic.

## Život ve vězení
Pobyt ve vězení politických vězeňkyň v 50. letech byl psychologicky zatížen monstrprocesem JUDr. Milady Horákové, který skončil její popravou, a který naznačoval, že si nikdo nemůže být v nových poměrech jist životem. S Kovalovou byly uvězněny navíc i další významné ženy, jako např. profesorka klasické archeologie a historička umění prof. dr. Růžena Vacková, dominikánská terciářka a katolická spisovatelka historické prózy Nina Svobodová, generální představená Kongregace Milosrdných sester sv. Karla Boromejského S.M. Vojtěcha Hasmandová, divadelní a filmová herečka Jiřina Štěpničková, Dagmar Šimková a další.
Zacházení s politickými vězeňkyněmi bylo natolik brutální, že Kovalová prodělala několik chorob a v důsledku nelidského zacházení se u ní objevila i vážné gynekologické onemocnění spojené s krvácením. Nakonec byla pod ozbrojenou eskortou dopravena do Prahy na Bulovku, kde byla operována.
Vězeňkyně se snažily udržet si lidského ducha, jak jen to šlo. Hlavním cílem „převýchovy“ totiž byla vedle pozvolné likvidace fyzické i likvidace lidské důstojnosti. Po ruském vzoru bylo účelem vyrobit lidi-stroje, kteří pracují bez vlastního myšlení a citu, tj. lidi, kteří jsou zcela zlomení a neschopní jakéhokoliv odporu. Odsouzené se snažily vyrábět si drobné předměty; vědkyně, učitelky a umělkyně zase přednášely ze svých oborů. Jejich strážci, jedinci povětšinou slabšího intelektu, se snažili o likvidaci posledních zbytků lidské důstojnosti. Příkladem může být výrok: „Z vašich dětí uděláme bezprizorní parchanty a vy tady stejně chcípnete, kurvy reakcionářský!“
Paní Kovalová podle svých slov veškeré své trápení obětovala za kněze a kněžský dorost. Modlila se mnoho i za své blízké.

## Propuštění
Po skončení období stalinismu došlo k politickému uvolnění, které vyvrcholilo amnestií v roce 1960. Z manželů Kovalových byl nejprve propuštěn 21. března 1960 Josef Koval a 12. května pak také Marie Kovalová. Oba vyšli z vazby s podlomeným zdravím. K tomu se přidala hořkost nad ztracenými roky bez možnosti vychovávat své děti. V úředních spisech obou byla napsáno: „Návrat nežádoucí“. Ve zbědovaném stavu dorazila paní Kovalová do Prahy za manželem, který nalezl mezitím azyl u své tety v Radlicích. V Praze manželům Kovalovým však StB nedala pokoj, protože zde byla možnost, že by se opět paní Kovalová začala stýkat s biskupem Trochtou, a tak se opět přemístili do Litoměřic. Byl jim přidělen vlhký byt pod úrovní chodníku a byli opět pod přísným dozorem. Navíc se v okolí jejich bytu vyskytovali čtyři placení donašeči, kteří podávali „čerstvá hlášení“.
„Domov“ se jim podařilo změnit až v roce 1966, zásluhou kanovníka Mojmíra Melana, který zprostředkoval byt v církevním domě v Dómské ulici č. 16 v Litoměřicích, poblíž katedrály sv. Štěpána. Biskup Trochta mezitím v Praze myl a opravoval záchody či dělal příležitostného přidavače zedníkům na stavbě. Po svém návratu do Litoměřic v 70. letech znovu a často navštěvoval manžele Kovalovy v jejich bytě v Dómské ulici, nedaleko jeho biskupské rezidence.

## Rodinná situace
| Manželé Kovalovi byli jedineční lidé. Máme na ně ty nejlepší vzpomínky a jsme jim za přemnoho nesmírně vděční. Jejich příbytek v Litoměřicích byl azyl pro všechny postižené. Přivítání, úsměv, láska a pohostinnost vyléčila všechny bolesti. Sami prošli nesmírným utrpením. Oba byli svatí lidé. Nyní jsou oba přešťastnými nebešťany. Radujeme se z jejich nebeské odměny a blaženosti. |
| Ambrož Svatoš OP Česká dominikánská provincie |

Po propuštění z vězení začala manželům Kovalovým nová životní rodinná etapa. Měli s sebou mladšího syna Mirka, kterému bylo necelých 16 let. Starší syn, kterému bylo již 19 let, se s rodiči do Litoměřic nevrátil. Ve dvaceti letech se oženil a jeho životní dráha měla jiný kontext. V roce 1964 však do Litoměřic přivezl svou dvouletou dceru Evu, kterou pak manželé Kovalovi vychovávali. JUDr. Josef Koval, přestože uměl dokonale německy, ovládal brilantně těsnopis, ve svém oboru byl kapacitou a před zatčením byl krajským soudcem, ke svému právnickému povolání se po návratu z vězení již nesměl nikdy vrátit. Stal se tedy dělníkem v chemičce v Ústí nad Labem, kam denně dojížděl, později pracoval v chemičce v Lovosicích a jinde. V důchodu pak, i při zdravotním omezení, pracoval u výhybky na železnici a jako noční hlídač. Ironií bylo, že všude kam po svém propuštění nastoupil byl díky svým schopnostem vyznamenáván jako vzorný pracovník a budovatel socialistické vlasti. Žil skromným životem ve stínu nevšedního velkého charismatu své manželky. Byl jako jeho žena také dominikánským terciářem a dostal řádové jméno Rajmund. Zlepšení společenských poměrů se však nedočkal a zemřel 29. března 1989, osm měsíců před sametovou revolucí.

## Seminář a podzemní církev u Kovalů
Komunistický režim nazýval Marii Kovalovou „vatikánským špiónem“. Manželé Kovalovi bydleli nedaleko litoměřické katedrály a bohoslovecké fakulty. Byli hojně navštěvováni jak profesory, tak i posluchači kněžského semináře. U Kovalů se sloužily mše svaté, scházeli se řeholníci i řeholnice, řešilo se u nich mnoho věcí, které nemohly být kvůli režimu veřejně deklarovány. Žila tam část podzemní církve. Paní Kovalová, která byla vyhlášena svou pohostinností, rovněž nasměrovala mnoho mladých mužů ke kněžskému povolání. Přes všechny útrapy vězení, měli Kovalovi odvahu i vůli pokračovat ve službě bližním i církvi.
Často je také navštěvoval spirituál kněžského semináře v Kolíně nad Rýnem otec Heribert Heyberg. Ten přes německou charitu organizoval finanční i materiální pomoc pro propuštěné politické vězně, kněze i laiky až do období převratu v listopadu v roce 1989. Otec Heribert Heyberg nejenže přivážel režimem zakázané náboženské knihy, bohoslužebné náčiní a ornáty, ale také výrazně finančně pomáhal udržet provoz litoměřického semináře. Občas se na státních hranicích dostal do těžkých problémů s celní správou, avšak prostřednictvím Kovalových se jeho pomoc dostávala na potřebná místa.

## Závěr života
| Její život byl protkán podobným utrpením jako život Ježíšův, podobně i ona bude mít jistě účast na věčném životě a radosti. |
| Václav Červinka, bývalý rektor litoměřického kněžského semináře                                                             |

Ke konci 90. letech 20. století se zdravotní stav paní Kovalové začal zhoršovat a přestože jí pomáhalo několik lidí (ing. Zdeněk Janda, paní učitelka Marie Brůnová, řeholní sestra M. Josefa Valentová, OP, která jí nosila oběd a jiní), vnučka Eva si ji vzala do pražského bytu, kde však vhledem k tomu, že měla tři malé děti, byly stísněné podmínky. Po roce byl pak na dobu letních prázdnin dojednán pobyt v charitním domově v Mukařově, kde se o ní staraly i dvě sestry ze schönstattského hnutí. Zemřela, zaopatřena svátostmi církve, ve stejný den, kdy se narodila 4. srpna. Její pohřeb se konal v kostele sv. Jiljí v Praze v sobotu 14. srpna 1999. Mši za zemřelou celebroval Mons. Dominik Duka, který zhodnotil její těžký život a spojení s dominikánským řádem, za účasti mnoha kněží z celé republiky i ze zahraničí. Při pohřbu promluvil rovněž otec Heribert Heyberg a generální vikář litoměřické diecéze Mons. Karel Havelka.
Později byla sloužena ještě vzpomínková mše v Litoměřicích. Její tělo bylo převezeno a uloženo do rodinného hrobu v Přibyslavi na Vysočině.

## Připomínky
- Pamětní deska Marii a Josefu Kovalovým v Přibyslavi[4]